# Jean Klingebiel
Jean Klingebiel, né le 5 mai 1892 à Bordeaux et mort pour la France à La Ville-aux-Bois dans le département de la Aisne le 16 avril 1917, est un médecin et écrivain français du XXe siècle. Son nom est inscrit au Panthéon parmi les 560 écrivains morts au combat pendant la Première Guerre mondiale.

## Biographie
Jean Hugo Klingebiel, né le 5 mai 1892 à Bordeaux, est le fils de Wilhelm Otto Klingebiel (né vers 1857), négociant, et de Radegonde Berthe Belly (née vers 1868). 
Scolarisé au lycée de Bordeaux de 1899 à 1908, où ses camarades le surnomment « l'honnête homme », il passe son baccalauréat avec une dispense d'âge. Étudiant en médecine à la faculté de Bordeaux, il est externe des hôpitaux de 1910 à 1912 puis interne à partir d'octobre 1913. Il est très engagé dans l'association des étudiants chrétiens à Bordeaux et participe aux congrès de la Fédération à Marseille (1912) et Toulouse (1913). 
En décembre 1913, il interrompt ses études pour faire son service militaire au 6e régiment d'infanterie à Saintes. D'abord infirmier, puis médecin auxiliaire, une grave bronchite le contraint à rester alité à partir de mars 1914. Lorsque la Première Guerre mondiale éclate, il n'est pas suffisamment rétabli pour partir au front et sert comme chirurgien dans différents hôpitaux de Bidart.
Il est affecté au front comme médecin aide-major au 105e régiment d'artillerie lourde en mars 1916 à la cote 304 pendant la bataille de Verdun. Il passe au 4e régiment d'infanterie en juillet 1916 et, après une période de repos en septembre, son jeune frère Pierre l'a rejoint dans le même régiment qui remonte au front pour les tranchées devant Verdun. En décembre, il est cité à l'ordre du régiment comme un « modèle de dévouement. S’est dépensé sans compter se portant jusqu’en 1ère ligne pour donner ses soins aux blessés pendant la période difficile du 1er au 11 novembre 1916 ».
Il est avec son régiment lors de la grande offensive du Chemin des Dames le 16 avril 1917. C'est lors de l'assaut qu'il est tué à proximité de la Ville-aux-Bois,. La citation à l'ordre de l'armée en précise les circonstances : « d’une froide bravoure, s’est prodigué au cours de l’attaque du 16 avril 1917, marchant avec les premières vagues d’assaut, soignant et réconfortant les blessés, donnant à tous l’exemple de ses belles vertus militaires. Grièvement blessé sur la position conquise »,. 
Inhumé sur le champ de bataille sans être identifié, son corps sera retrouvé en 1923 et inhumé à la nécropole nationale de Berry-au-Bac (tombe 1346).

## Œuvres principales
- Les Cahiers, 1917

## Distinctions
- Chevalier de la Légion d'honneur, à titre posthume par décret du 23 juin 1920[15]
- Croix de guerre 1914–1918, palme de bronze

## Hommages
- Le nom de Jean Klingebiel est inscrit au Panthéon dans la liste des 560 écrivains morts pour la France[16].
- Son nom figure dans sur les plaques commémoratives de la faculté de médecine, de l'hôpital Saint-André et sur le monument aux morts à Bordeaux[17].